# Love Machine (2019)
Love Machine ist ein österreichischer Spielfilm von Andreas Schmied aus dem Jahr 2019 mit Thomas Stipsits, Julia Edtmeier und Claudia Kottal in den Hauptrollen. Der Film wurde 2022 mit Love Machine 2 fortgesetzt.

## Handlung
Georg „Georgy“ Hillmaier ist ein erfolg- und ambitionsloser Musiker. Mit seiner Zwei-Mann-Band tingelt er durch die Gegend, bis sein Bandkollege Waldemar durch plötzlichen Herztod stirbt. Nachdem er aus seiner Wohnung delogiert wird, zieht er zu seiner Schwester Gitti, die als Waxingspezialistin und Beautyberaterin tätig ist.
Um Geld zu verdienen, beginnt er als Callboy zu arbeiten. Seine Schwester ist zwar zunächst etwas skeptisch, unterstützt ihn jedoch bald und vermittelt ihn gegen Provision an ihre Kundinnen, sehr zum Missfallen von Gittis Chefin Josefine Ferstl. Georgy hat zwar einen Waschbärbauch, dafür ist er aber sehr sensibel und einfühlsam und kommt daher bei den Damen gut an. Das Geschäft läuft gut, allerdings verliebt er sich in die Fahrlehrerin Jadwiga, die Schwester seines verstorbenen Bandkollegen Waldemar, mit der er eine Beziehung beginnt. Seine Tätigkeit als Callboy verheimlicht er ihr.
Nach einem missglückten Date wird Georgy mit seiner Kundin Uschi Baumann ins Krankenhaus eingeliefert, wo er von Jadwiga besucht wird. Dort muss er ihr gestehen, dass er als Callboy arbeitet. Nach seiner Entlassung aus dem Krankenhaus kommt es zur Versöhnung zwischen Georgy und Jadwiga, die damit einverstanden ist, dass er weiter seiner Tätigkeit nachgeht.

## Produktion und Hintergrund
Die Dreharbeiten fanden im Juni und Juli 2018 in Wien statt. Unterstützt wurde der Film vom Österreichischen Filminstitut, vom Filmfonds Wien und von Filmstandort Austria, beteiligt war der Österreichische Rundfunk. Produziert wurde der Film von der Allegro Film.
Für Ton und Sounddesign zeichneten Sergey Martynyuk und Manuel Grandpierre verantwortlich, für das Kostümbild Monika Buttinger, für das Szenenbild Katharina Haring und Nina Salak und für die Maske Tom Mayr und Kiky von Rebental.
Bei dem Film handelt es sich nach Die Werkstürmer (2013) und Harri Pinter, Drecksau (2017) um den dritten Langspielfilm von Regisseur Andreas Schmied.

## Veröffentlichung
Der österreichische Kinostart erfolgte am 1. Februar 2019, Premiere war am 24. Jänner 2019 im Cineplexx Donau Plex. Die ORF-Erstausstrahlung erfolgte am 23. Oktober 2020.
2021 wurde der Film im Rahmen der Edition österreichischer Film von Hoanzl und dem Standard auf DVD veröffentlicht.
In der ARD-Mediathek wurde der Film unter dem Titel Love Machine – Ein Wiener für gewisse Stunden am 6. September 2024 veröffentlicht, die Erstausstrahlung im BR Fernsehen erfolgte am 21. September 2024.

## Rezeption
Horst-Günther Fiedler befand in TV-Media, dass Stipsits „nach dem eher enttäuschenden Baumschlager endgültig und sympathisch als Frauenheld wie du und ich im Kino angekommen“ sei. Die Rolle des zwar oberflächlichen, aber herzenswarmen und unsicheren Hallodris sei dem Kabarettstar wie auf den Leib geschrieben.
Franco Schedl dagegen meinte auf film.at, dass der Film zwar nicht ganz so schlimm wie „Baumschlager“ sei, von einer geglückten Komödie sei er aber ebenfalls noch ziemlich weit entfernt. Franzosen könnten frivole Unterhaltung inszenieren, in Österreich komme dabei meistens „eine recht steife Angelegenheit heraus“. Das Drehbuch würde keinen der vorhersehbaren Standard-Schmähs auslassen.
Matthias Greuling schrieb in der Wiener Zeitung, dass der Film Teil einer Strömung im österreichischen Kino sei, bei der versucht würde, einen Massengeschmack zu treffen. Dabei liefe man immer auch Gefahr, in alten Klischees zu enden. Das wäre bei vielen Filmen in letzter Zeit passiert, wie Baumschlager oder Das kleine Vergnügen. Love Machine sei dabei keine Ausnahme.
Barbara Petsch urteilte in der Tageszeitung Die Presse, dass die rustikale Komödie überzeugend besetzt, recht amüsant, aber zu lang geraten wäre. Der Film wirke „nicht besonders frech, aber dafür auch nicht geschmacklos“. Die „krasse Militärsatire Baumschlager“ wäre allerdings origineller als „Love Machine“.

## Auszeichnungen und Nominierungen
Austrian Ticket 2019
Romyverleihung 2019
- Auszeichnung in der Kategorie Bester Kinofilm[20][21]

Österreichischer Filmpreis 2020
- Auszeichnung in der Kategorie Publikumsstärkster Kinofilm für über 141.000 gelöste Eintrittskarten[22]